# Pantophaea favillacea
Pantophaea favillacea là một loài bướm đêm thuộc họ Sphingidae. Nó được tìm thấy ở savanna và bush from miền đông Kenya to Tanzania, Zambia, Angola, Zimbabwe và Mozambique.
Chiều dài cánh trước là 34–39 mm đối với con đực và about 48 mm đối với con cái. 